# George Tupou I
George Tupou I (4 december 1797 — 18 februari 1893) (tot 1875 was zijn naam Siaosi Taufa'ahau Tupou Maeakafaua), was de oprichter van het koninkrijk en de eerste koning van Tonga, van 18 november 1845 tot 18 februari 1893.
Siaosi was een politicus, en speelde een belangrijke rol. Er waren veel veranderingen in de Tongaanse politiek tijdens zijn leven. De laatste "supreme ruler", of tui tonga, overleed tijdens zijn regeerperiode, en deze positie werd in 1865 afgeschaft, waardoor Siaosi de meeste macht kreeg. In 1845, na de dood van zijn oom, werd hij de 19e en laatste Tu'i Kanokupolu.
Hij vocht een oorlog om Tonga bij elkaar te brengen, en hij stelde het Edict van Emancipatie op, waardoor horigheid werd afgeschaft in Tonga in 1862. Op 4 november 1875 werd Tonga een officieel koninkrijk, en Siaosi veranderde zijn naam in George Tupou I (maar werd Siaosi Taufa'ahau Tupou genoemd.) Hij werd opgevolgd door George Tupou II.